# Mix Markt
Mix Markt ist eine Supermarktkette in Deutschland und anderen westeuropäischen Staaten, die auf den Vertrieb von Frischware und Lebensmitteln für die mittel- und osteuropäischen Länderküchen spezialisiert ist. Das Unternehmen bietet ein Sortiment, das aus Lebensmitteln und Lebensmittelspezialitäten verschiedener, meist osteuropäischer Staaten sowie Produkten des täglichen Bedarfs besteht.

## Geschichte

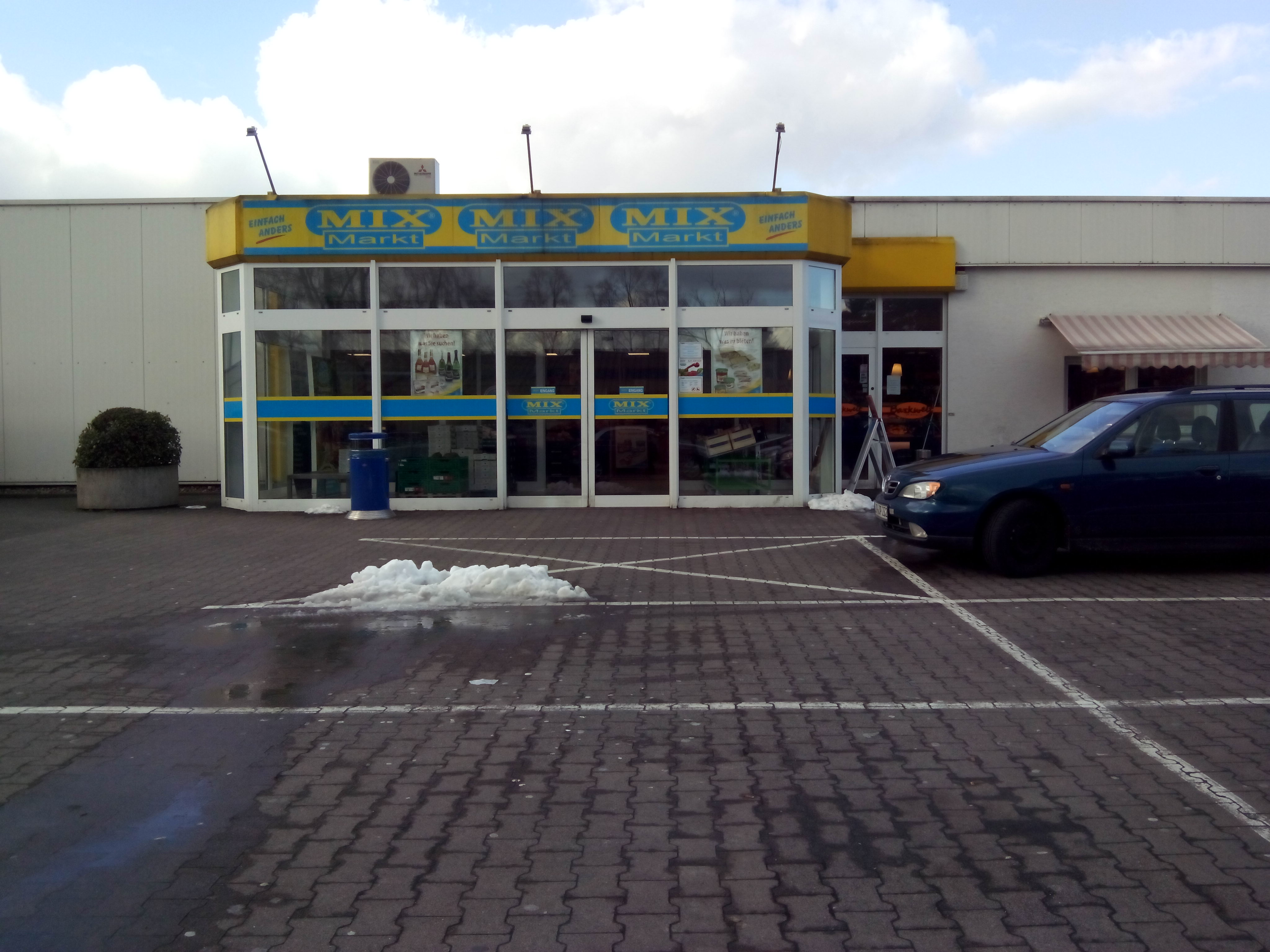
Der erste Mix Markt, eröffnet 1997 in Oerlinghausen

Der erste Markt wurde 1997 im nordrhein-westfälischen Oerlinghausen eröffnet. Zugrunde lag die Idee von Waldemar Völker (1949–2009), Artur Steinhauer (* 1959) und Peter Schuju (* 1966), Einkaufsmöglichkeiten für die in Deutschland lebenden Personen aus dem ehemaligen Ostblock mit einem darauf abgestimmten Sortiment zu bieten.

## Konzeption
Im Wesentlichen unterscheidet sich das Konzept eines Mix Marktes von üblichen Lebensmittelmärkten durch die spezifische Zusammensetzung des Sortimentes und durch eine Mischung der üblichen Vertriebsformen (Discount-, Super-, Groß- und Spezialitätenmarkt). Zielgruppe sind neben Endverbrauchern, die sich für die Länderküchen aus Mittel- und Osteuropa interessieren, auch die Gastronomie und andere Kunden, die frische Lebensmittel (Fisch, Gemüse, Fleisch) in großen Mengen weiterverarbeiten.
Anfangs wurden in den Märkten Lebensmittel teilweise in relativ groß dimensionierten Verpackungen angeboten, die sonst eher in Großmärkten üblich sind, so z. B. Kartoffeln oder Zwiebeln in Säcken mit 10–20 kg Inhalt. Frischer Fisch wurde meistens unfiletiert verkauft, und Fleisch wurde in größeren Teilstücken angeboten und erst auf Wunsch zugeschnitten. Heutzutage hat man sich den Bedürfnissen der Kunden angepasst und bietet kleine Portionen, Gebinde und Filets an.

## Sortiment
Etwa 40 % des Sortiments besteht aus Frischkost (Fleisch, Fisch, Obst, Gemüse), 50 % aus Räucherwaren (Fisch, Wurst), Konserven (Gemüse-, Fisch-, Obsterzeugnissen und Salaten), Tiefkühlware, Milchprodukten, Getränken und Alkoholika. Die restlichen 10 % bestehen aus Geschenkartikeln, Schmuck und Haushaltswaren, beispielsweise den in Osteuropa verbreiteten Kochgeräten Mantowarka und Mangal.

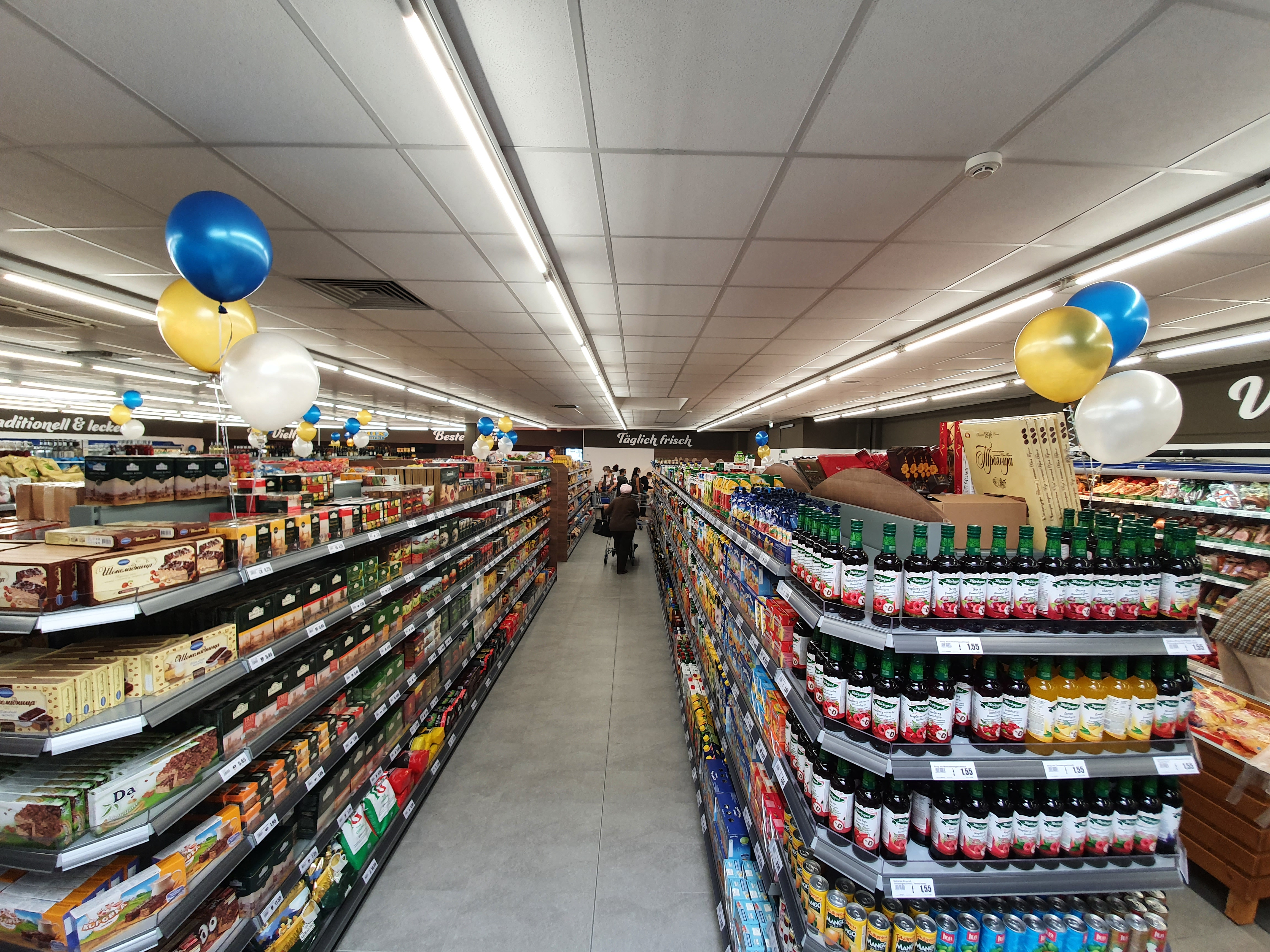
Mix Markt in Karlsruhe

Aufgrund der Konzeption und der Zielgruppe werden unter anderem Lebensmittelspezialitäten aus Polen, Russland, dem Baltikum (Estland, Lettland und Litauen), der Ukraine, Moldau, Kasachstan, Transkaukasien (Armenien, Georgien und Aserbaidschan), Ungarn, dem Balkanraum (Bulgarien, Kroatien, Rumänien, Serbien, Slowenien) und der Türkei angeboten. Mehr als die Hälfte aller vertriebenen Artikel stammt jedoch aus Deutschland. Berücksichtigung finden dabei insbesondere Lebensmittel, die in den Länderküchen von Mittel- und Osteuropa verwendet werden.

## Organisation
Mix Markt ist eine Vertriebsmarke der Monolith-Gruppe. Die Märkte sind lizenzierte Partnerschaftsbetriebe in der Rechtsform der offenen Handelsgesellschaft. Die Zentrale Mix GmbH Lebensmittelhandel hat ihren Sitz im baden-württembergischen Herrenberg.
Beliefert werden die Märkte vor allem von der Unternehmensgruppe Monolith, einem Zusammenschluss der Großhandelsbetriebe Monolith Süd GmbH und Monolith International GmbH aus Herrenberg, Monolith West GmbH aus Bergheim, Monolith Nord GmbH aus Hamburg, der Monolith Mitte GmbH aus Borchen, von Monolith Frost aus Leopoldshöhe und Monolith Fleisch- und Teigwarenfabrik GmbH aus Schwabach, Monolith Ost GmbH aus Roth sowie zusätzlich von rund 100 Vertragslieferanten und Zulieferbetrieben. Bis zu 60 Prozent des Sortiments stammt von der Monolith-Gruppe.
Es gibt mehr als 190 Märkte in Deutschland. Auch im europäischen Ausland (Belgien, Frankreich, Griechenland, Italien, Montenegro, Niederlande, Österreich, Tschechien, Slowakei, Portugal, Spanien, Vereinigtes Königreich und Zypern) wurden über 263 Märkte eröffnet.